# سیارک ۱۳۳۰۵
سیارک ۱۳۳۰۵ (به انگلیسی: ۱۳۳۰۵ Danielang، نامگذاری:۱۹۹۸RD۵۴) سیزده هزار و سیصد و پنجمین سیارک کشف شده‌است که در ۱۴ سپتامبر ۱۹۹۸ کشف شد.
قدر مطلق سیارک برابر ۱۴٫۸ است.